# Susana Germade
Susana Germade (Galicia, 6 de diciembre de 1977) es una cantante española de música popular en general, tanto en portugués como en castellano. 
Estudió tres años de Teoría Musical y Guitarra en el Conservatorio de música de La Coruña. Se marchó a Chile a los 18 años, estudió periodismo y se matriculó en la Escuela de Música, comenzando estudios de técnica vocal, interpretación, etc. 
Inició su carrera musical de forma profesional cantando en distintos locales de Santiago de Chile, consiguiendo su primer contrato como cantante de fados en un restaurante portugués. En 1999 grabó un disco promocional con otros artistas jóvenes, lo que le permitió participar en una gira por todo el país.  
Regresó a España en 2001, continuando estudios de Música Moderna en Barcelona. Publicó su primer disco en 2004: Susana Germade, una mezcla de fados, boleros y canciones populares de autores tan dispares como Amália Rodrigues, Caetano Veloso, Joan Manuel Serrat, Maria Bethânia, Silvio Rodríguez, Chico Buarque, Carlos Cano, Chico César, Tom Jobim, Violeta Parra...
- Datos: Q9080712